# Robert Venables
Robert Venables (* 1612 oder 1613; † Juli 1687) war ein englischer Militär, bekannt als Eroberer von Jamaika für England.
Venables war Oberleutnant auf parlamentarischer Seite im Englischen Bürgerkrieg und wurde 1645 bei Chester verwundet. 1648 wurde er Gouverneur von Liverpool. 1649 bis 1654 diente er unter Oliver Cromwell als Oberst und später Generalmajor von Ulster (und Gouverneur von Londonderry) bei dessen Eroberung von Irland.
Bekannt ist er als Truppenbefehlshaber einer misslungenen Militäroperation gegen die Spanier in die Karibik, die Cromwell 1654 anordnete. Der Marinebefehlshaber war William Penn. Dezember 1654 stach die Expedition in See und erreichte im Januar 1655 Barbados. Im April griffen sie Hispaniola an, wurden aber von den Spaniern vernichtend zurückgeschlagen. Darauf wandten sie sich nach Jamaika, wo sie im Mai den Hauptort Spanish Town mit relativ wenig Widerstand eroberten. Die Expedition war schlecht ausgerüstet, die Truppen undiszipliniert, es gab Dissenzen zwischen Venables und Penn und Ausfälle durch Krankheiten- auch Venables erkrankte. Venables machte ebenfalls Führungsfehler und gewann nie das Vertrauen seiner Soldaten und Offiziere, die er nach der Niederlage auf Hispaniola der Feigheit beschuldigte. Im Juli segelte er zurück und landete nach der Rückkehr im September als Gefangener im Tower. Er wurde zwar im Dezember wieder entlassen, verlor aber seinen Generalsrang und erhielt unter Cromwell kein weiteres Kommando. In der Restauration machte ihn George Monck zunächst zum Gouverneur von Chester, was aber bald darauf widerrufen wurde.
Er ist auch durch ein Buch über Angeln bekannt (The experienced angler 1662), erschienen mit einem Vorwort seines Freundes Izaak Walton. Zu Lebzeiten von Venables erlebte es fünf Auflagen und erschien noch 1827.